# East Boston

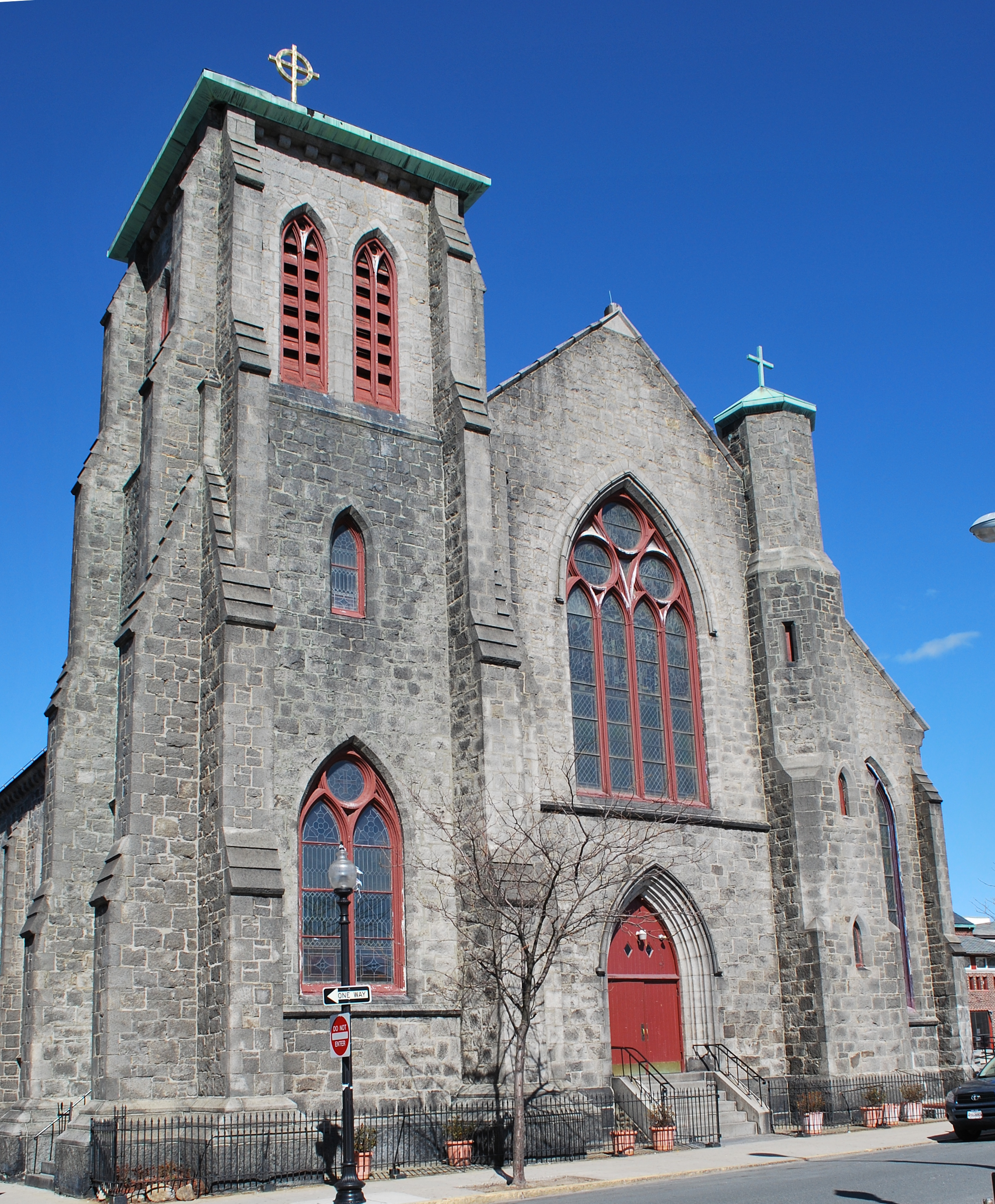
Chiesa de Santo Redentore a Boston Est

East Boston (in italiano: Boston Est) è una zona storica di Boston (Stati Uniti). East Boston, specificamente le colline di nome Orient Heights, fu la destinazione dei primi immigranti italiani (gli anni 1860), abruzzesi ed avellinesi che indubbiamente furono attratti al familiare terreno montanaro. Il centro statunitense dell'ordine Don Orione si trova ad Orient Heights, con un santuario ed una statua famosa della Madonna. Anche oggi Orient Heights è la zona di Boston più ricca di italofoni.